# Old, Madžarska
Old je vas na Madžarskem, ki upravno spada pod podregijo Siklósi Županije Baranja.